# Гудзий, Николай Каллиникович
Никола́й Калли́никович Гудзи́й (укр. Мико́ла Кале́никович Гудзі́й; 21 апреля (3 мая) 1887, Могилёв-Подольский — 29 октября 1965, Москва) — российский и советский литературовед, историк литературы и педагог, известный прежде всего своими исследованиями древнерусской литературы, составил первые советские учебники и хрестоматию по этим предметам, первый декан филологического факультета МГУ (1941—1945), академик АН УССР (1945).

## Биография
Родился в семье чиновника, выходца из крестьян. По окончании двухклассного городского училища (1900) учился в реальном училище Комрата, а после переезда семьи в Киев (1903) — в Киевском реальном училище. В 1905 году отказался дать подписку о неучастии в студенческих волнениях и покинул училище. Самостоятельно подготовился к поступлению на историко-филологический факультет Киевского университета и был зачислен в 1907 году.
Научную работу начал в 1908 году в семинарии В. Н. Перетца в Киевском университете, который окончил в 1911 году. Первая статья Гудзия напечатана в 1910 году. В 1914 году выдержал экзамены на степень магистра и был допущен читать лекции в университете в звании приват-доцента. С октября 1918 года профессор Таврического университета. В конце 1921 года переехал в Москву.
С 1922 года стал профессором кафедры истории русской литературы 2-го Московского государственного университета. Преподавал на Высших литературных курсах, в ИФЛИ. Впоследствии первый декан филологического факультета МГУ, заведующий кафедрой русского устного народного творчества (1941—1946).
Действительный член ГАХН. Руководил отделом древнерусской литературы в Институте мировой литературы им. А. М. Горького АН СССР (1938—1947), отделом русской литературы (1945—1952) и отделом украинской древней литературы (1952—1961) в Институте литературы им. Т. Г. Шевченко АН УССР.
Похоронен на Новодевичьем кладбище (памятник на могиле работы А. Е. Елецкого).

## Наследие

Могила Гудзия на Новодевичьем кладбище Москвы

Основной сферой научной и научно-педагогической деятельности Гудзия была история древнерусской литературы. Гудзий — автор первого учебника по истории древнерусской литературы (М., 1938) и составитель хрестоматии по литературе XI—XVII вв. (М., 1935; дополнялась и переиздавалась неоднократно, используется в преподавании и сейчас). Ему принадлежат работы, посвященные отдельным авторам и памятникам древнерусской литературы: Максим Грек, Серапион Владимирский, митрополит Даниил, Аввакум, легенда о папе Григории, легенды об Иуде предателе и Андрее Критском, «История Иудейской войны» Иосифа Флавия в древнерусском переводе, «Александрия», «Моление Даниила Заточника», «Слово о полку Игореве», «Слово о погибели Русской земли», «Прение Живота и Смерти», «Беседа Валаамских чудотворцев» и другие.
Гудзий — автор статей и книг о творчестве писателей XVIII—XIX вв: Феофана Прокоповича, Ломоносова, Пушкина, Гоголя, Льва Николаевича Толстого, Тютчева, Брюсова, о творчестве украинских писателей Шевченко и Франко, а также статей по поэтике литературы нового времени. Гудзий подготовил и прокомментировал ряд текстов для юбилейного издания полного собрания сочинений Толстого. Несколько работ Гудзия посвящены истории русской филологической науки, в том числе трудам Ф. И. Буслаева, Н. С. Тихонравова, А. Н. Веселовского.

## Личная библиотека
В 1967 году по завещанию Н. К. Гудзия его личная библиотека поступила в Московский государственный университет, всего около 15450 томов книг по литературоведению, языкознанию, истории искусств, издания русской и зарубежной литературы XIX—XX веков, а также рукописи XVII—XIX веков. В настоящий момент книжное собрание Н. К. Гудзия хранится в Отделе редких книг и рукописей Научной библиотеки МГУ имени М. В. Ломоносова.

## Публикации
- «Анна Каренина». Неизданные тексты / публ. и вступ. ст.: Н. К. Гудзий // Л. Н. Толстой. I / АН СССР. Ин-т лит. (Пушкинский Дом). — М. : Изд-во АН СССР, 1939. — Т. 35/36. — С. 381—486. — 567 с. — (Литературное наследство / отв. ред. П. И. Лебедев-Полянский; зам. отв. ред. М. Б. Храпченко; зав. ред. И. С. Зильберштейн ; т. 35/36). — 5000 экз. — ISSN 0130-3627.
- Гудзий Н. К. История древней русской литературы: Учебник для высших учебных заведений. — Изд. 3-е, перераб. — М.: Учпедгиз Наркомпроса РСФСР, 1945. — 512 с. — 50 000 экз. (в пер.)
- Гудзий Н. К. Л. Н. Толстой — великий писатель русского народа. — М.: Знание, 1953. Серия 1, № 42-43, лекция 1-я и 2-я.